# Корныхново
Корныхново — деревня в Карамышевской волости Псковского района Псковской области России.
Расположена в 6 км к северо-востоку от села Карамышево и в 36 км к востоку от центра города Пскова.
Численность населения деревни по состоянию на 2000 год составляла 17 человек.